# Galerie de Botanique
La galerie de Botanique, pour l'essentiel sise dans le Jardin des plantes, à Paris, est l'un des établissements de recherche, de conservation et de diffusion de la culture scientifique du Muséum national d'histoire naturelle. Il s'agit de l'établissement de recherche botanique avec le plus grand nombre d'échantillons au monde : en 2013, elle comptait près de huit millions de spécimens dont 5,8 millions ont été numérisés. De ces spécimens numérisés, 500 000 sont des « types » (chaque « type » est un spécimen servant de modèle pour la description scientifique d'une espèce donnée).
La galerie de Botanique se trouve dans la partie sud du Jardin des plantes, le long de la rue Buffon, et est rattachée au département « Systématique et Évolution ». Des laboratoires et semis annexes fonctionnent dans le « clos Patouillet » (ou « îlot Buffon-Poliveau » voisin) où se trouvent une carpothèque, une séminothèque et une orangerie. Outre le Jardin des plantes, le Muséum possède également des collections vivantes de végétaux et de semences à Chèvreloup, à Menton et à Samoëns.
Les herbiers et échantillons végétaux, comprenant des herbiers historiques comme ceux de Sébastien Vaillant, Joseph Pitton de Tournefort ou Jean-Jacques Rousseau, sont conservés dans les étages du bâtiment.

## Description
Le bâtiment style Art déco a été construit entre 1931 et 1935 grâce à l'aide de la Fondation Rockefeller sur sept niveaux, avec une superficie au sol d'environ 3 500 m2, pour abriter les herbiers, graineteries, carpothèques (collection de fruits) et autres échantillons de botanique du Muséum accumulées depuis 230 ans, ainsi que les laboratoires de recherche. Aux extrémités du bâtiment sont construites deux « tours » équipées en salles de recherche et de documentation, pour la phanérogamie et la cryptogamie (d’où les noms gravés au fronton des deux entrées principales). La Galerie a été classée Monument historique, avec l'ensemble des bâtiments du Jardin des plantes le 24 mars 1993.
La galerie de Botanique a été rénovée de 2008 à 2013, tant pour le bâtiment que pour le mobilier (comme pour la galerie de Minéralogie, les nostalgiques regretteront les anciennes vitrines en bois ouvragé, malheureusement peu conformes aux normes anti-incendie et anti-vol actuelles) pour un coût de 26,2 millions d'euros (15 millions pour le bâtiment, 11,2 millions pour les collections). L'ancien classement par biozones géographiques a été abandonné pour une classification phylogénétique conforme aux dernières découvertes dans ce domaine, notamment grâce au croisement de la taxonomie et de la génétique. 5,8 millions de spécimens ont été scannés et numérisés, tandis que plus d'un million qui avaient été entreposés à leur arrivée sans être étudiés, faute de personnel, de moyens et de temps, ont intégré les collections. Il est désormais possible de comparer les collectes réalisées il y a un siècle ou deux avec la distribution actuelle des espèces, ce qui permet de dresser la carte de l'évolution de la biodiversité végétale sur deux siècles. En outre, les spécimens peuvent être analysés génétiquement afin de cerner l'évolution d'un phylum végétal, les relations de parenté entre espèces, les hybridations, les variétés.
Les collections ne cessent de s'enrichir (de 10 000 à 15 000 spécimens s'y ajoutent chaque année) et des espaces ont été prévus à cet effet, la Galerie pouvant encore en accueillir pendant dix ans. Des expositions temporaires, conférences et forums ont lieu dans les amphithéâtres et salles d'exposition.
Le 14 février 2017 le Muséum annonce la mise à disposition sur son site internet des photos de plus de 5 millions de planches d'herbiers.
Le 8 mai 2017 The Guardian révèle que 105 planches d'herbiers datant du milieu du XIXe siècle ont été, lors de leur prêt pour étude à l'Herbarium du Queensland (en) à Brisbane (Australie) détruites par des douaniers australiens appliquant sans discernement les lois de ce pays visant à empêcher l'introduction d'espèces invasives. Michel Guiraud, directeur des collections du Muséum, précise qu'il s'agit d'une perte irremplaçable, le lot contenant notamment six spécimens types qui font référence pour décrire une espèce végétale.

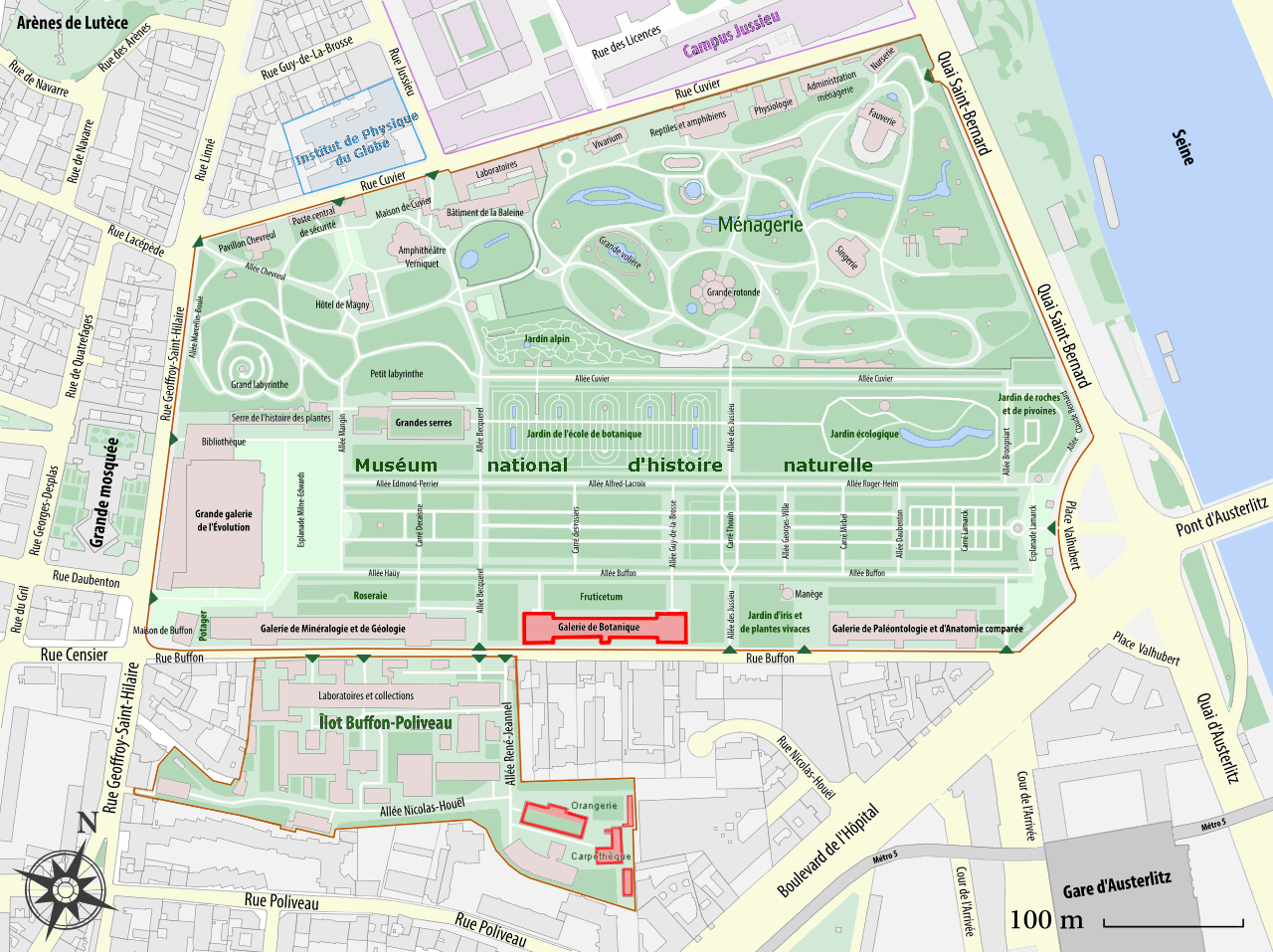
Position de la galerie de Botanique et de ses annexes au Muséum national d'histoire naturelle.
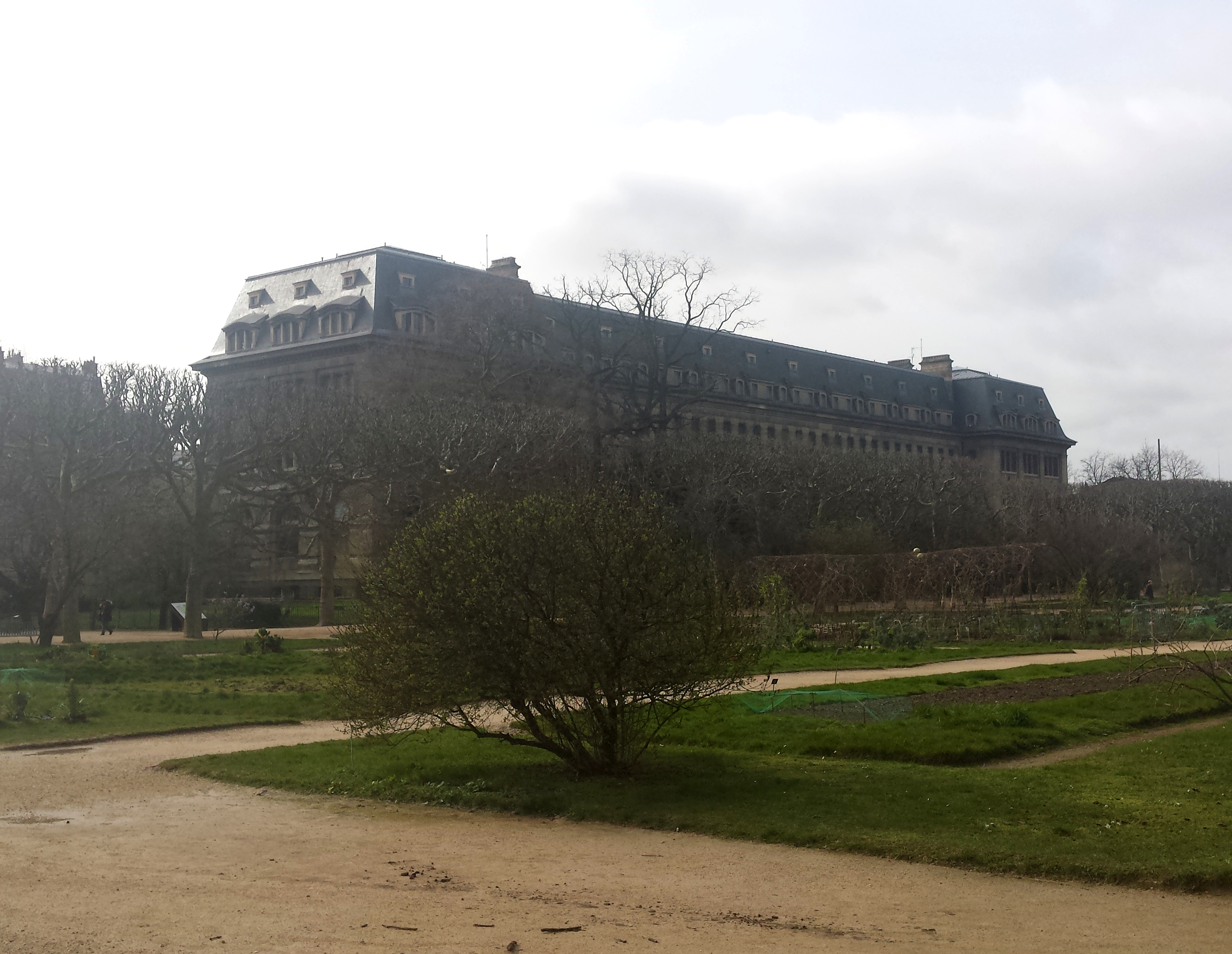
La Galerie vue du Jardin.
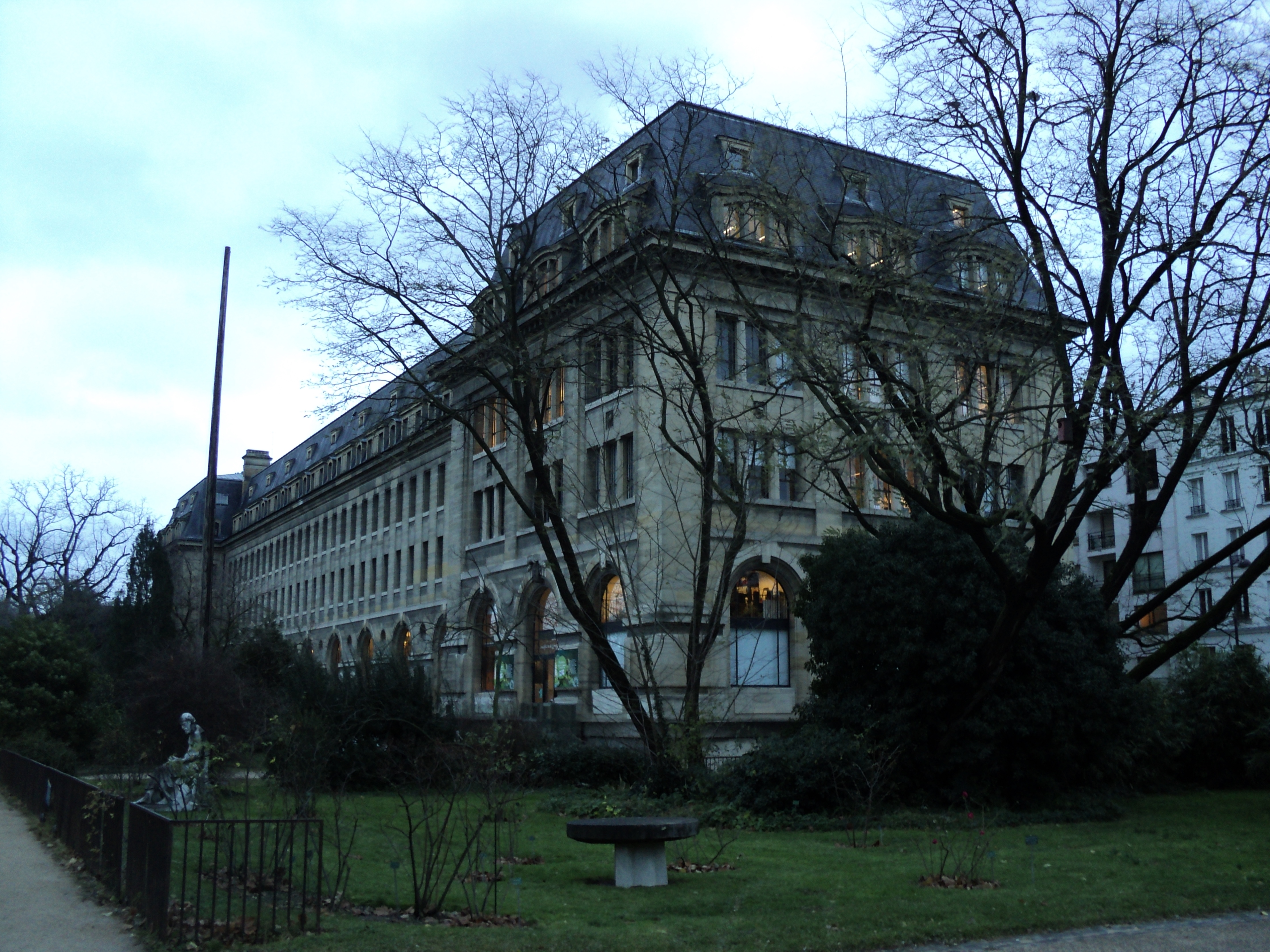
Le robinier que Jean Robin planta en 1610, ici visible au premier plan, se trouve à l'extrémité ouest de la Galerie.
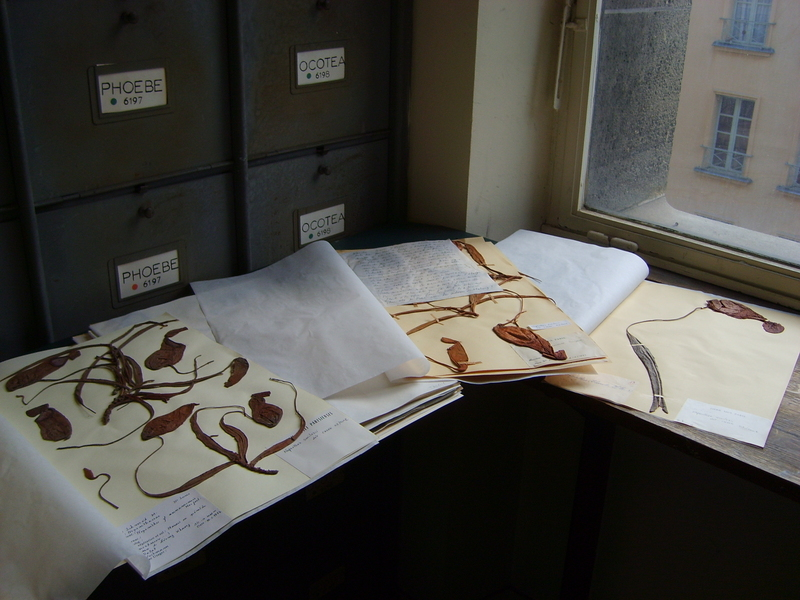
L'herbier national, dans les étages supérieurs.
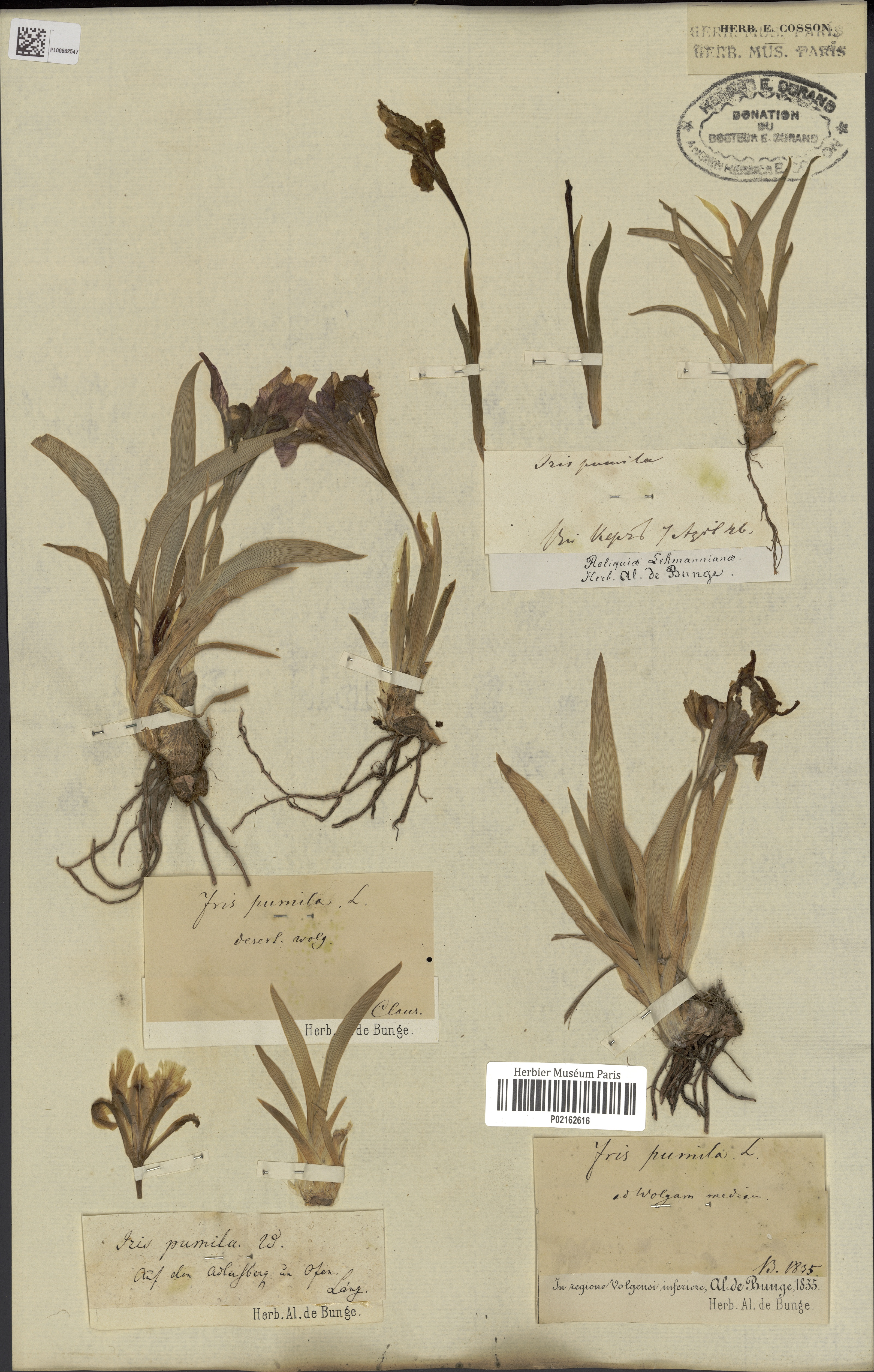
Un échantillon d'herbier : l'iris nain (Iris pumila).
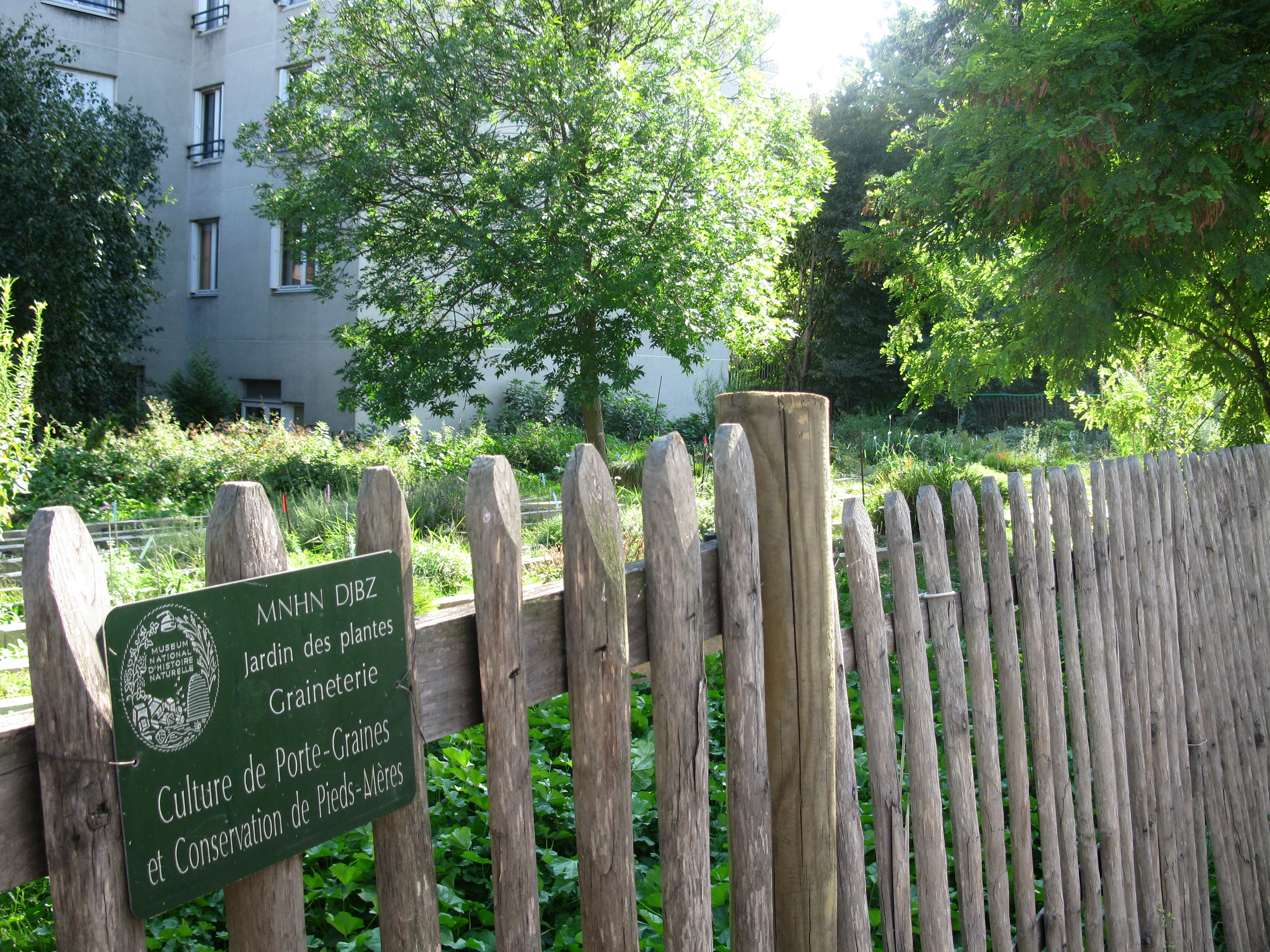
Semis du patrimoine vivant de la galerie de Botanique, dans le « clos Patouillet », ancienne propriété de Buffon voisine de la Galerie.
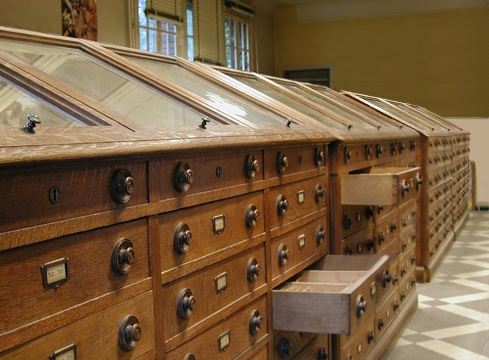
Carpothèque de la « Graineterie » édifiée par Emmanuel Pontremoli dans le « clos Patouillet ».

## Ancien parcours de visite

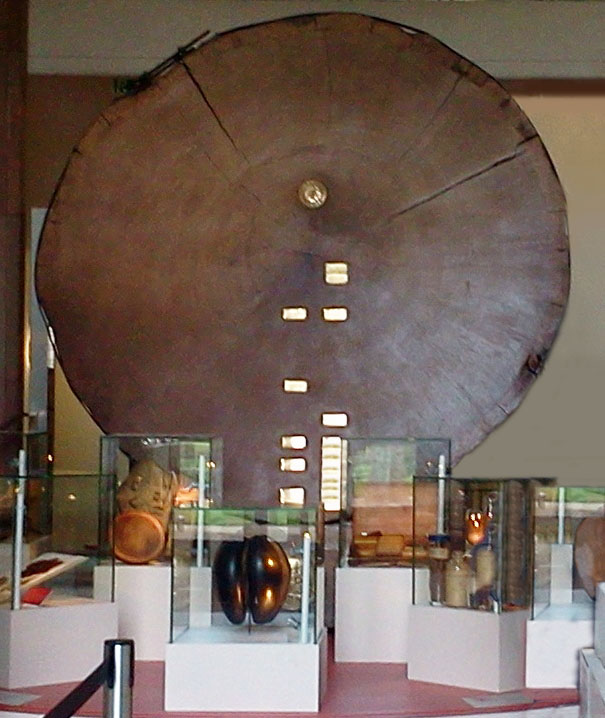
À l'entrée de la galerie de Botanique on pouvait voir entre autres la tranche, provenant du Parc national des Sequoia, d'un Séquoia géant d'environ 2200 ans.

Le rez-de-chaussée de la Galerie a été ouvert au public entre 2013 et 2019. L'entrée donnait aussi accès aux grandes serres du Jardin des plantes situées à proximité. Pour des raisons de normes techniques et budgétaires, la galerie de botanique est fermée au public depuis 2020 mais les grandes serres, rénovées, sont à nouveau ouvertes. La Galerie dispose de deux accès principaux, chacun à une extrémité de la façade du bâtiment, les deux portails d'entrée étant situés en haut d'une volée de marches montant à mi-étage, niveau où se trouve le rez-de-chaussée de la Galerie. Vu de l'extérieur, le portail de gauche est surmonté de la mention « Cryptogamie » et celui de droite de la mention « Phanérogamie ». Le début et la fin de la visite se faisaient tous les deux par le portail de droite : le visiteur pénétrait dans le bâtiment en passant la porte vitrée sous les mentions « Phanérogamie » et « Galerie de Botanique ». À l'intérieur :
- un premier espace permettait une immersion dans le monde des herbiers et de la botanique ;
- un deuxième espace montrait au public la valeur scientifique et patrimoniale des collections de l'herbier national par l'exposition d'une tranche de Séquoia géant Sequoiadendron giganteum de 2,70 m de diamètre, de carpothèques (collections de fruits), séminothèques (collections de graines séchées), xylothèques (collections d'échantillons de bois) et phythothèques (parties de plantes conservées en bocal) ;
- un troisième espace (« du terrain à l’herbier ») exposait le travail effectué par les botanistes sur le terrain ;
- un quatrième espace (la « grande galerie » de 70 mètres de longueur) comprenait trois sections muséographiques : la vitrine des graines, dix grandes fenêtres et une grande vitrine : d'une manière très condensée, ces échantillons étaient montrés au visiteur comme étant représentatifs des spécimens conservés dans l'herbier national, riche de huit millions de spécimens, situé dans les étages supérieurs et accessible aux chercheurs[4].

La visite commençait en passant entre les statues des botanistes Michel Adanson (1727-1806) et Antoine-Laurent de Jussieu (1748-1836). Derrière les deux statues, entouré par un vaste intérieur de style art déco, étaient exposés quelques échantillons végétaux, dont la tranche de Séquoia géant provenant du Parc national des Sequoia, en Californie aux États-Unis. De par son grand âge un Sequoiadendron giganteum était tombé de lui-même en 1917 et les responsables du Parc national des Sequoia obtinrent quelques sections de son tronc, qu'ils offrirent à différentes entités et institutions. Une de ces tranches était allée en 1921 à l'American Legion de Paris qui l'offrit à son tour au Muséum, lequel l'exposa sous l'auvent du « bâtiment de la Baleine » au Jardin des plantes, où elle resta visible jusqu'en 2010. Le comptage dendrochronologique des anneaux de croissance livre pour ce Séquoia un âge d'environ 2 200 ans au moment de sa chute. Des plaquettes en cuivre ont été apposées sur les anneaux de croissance s'étant formés lors d'événements historiques marquants : les deux plaquettes le plus au centre, par exemple, signalent la destruction de Pompéi par le Vésuve et la naissance présumée de Jésus-Christ.